# Otto Ier de Palatinat-Mosbach
Otto Ier de Palatinat-Mosbach (24 août 1390 à Mosbach – 5 juillet 1461 à Reichenbach), aussi nommé en français Othon Ier ou Othon Ier de Bavière, fut le comte régnant sur le Palatinat-Mosbach-Neumarkt de 1448 jusqu'en 1461, après avoir régné de 1410 à 1448 sur le seul Palatinat-Mosbach auquel il réunit en 1448 le Palatinat-Neumarkt. Il appartient à la Maison de Wittelsbach, l'une des plus anciennes et des plus puissantes familles du Saint-Empire romain germanique. 

## Biographie

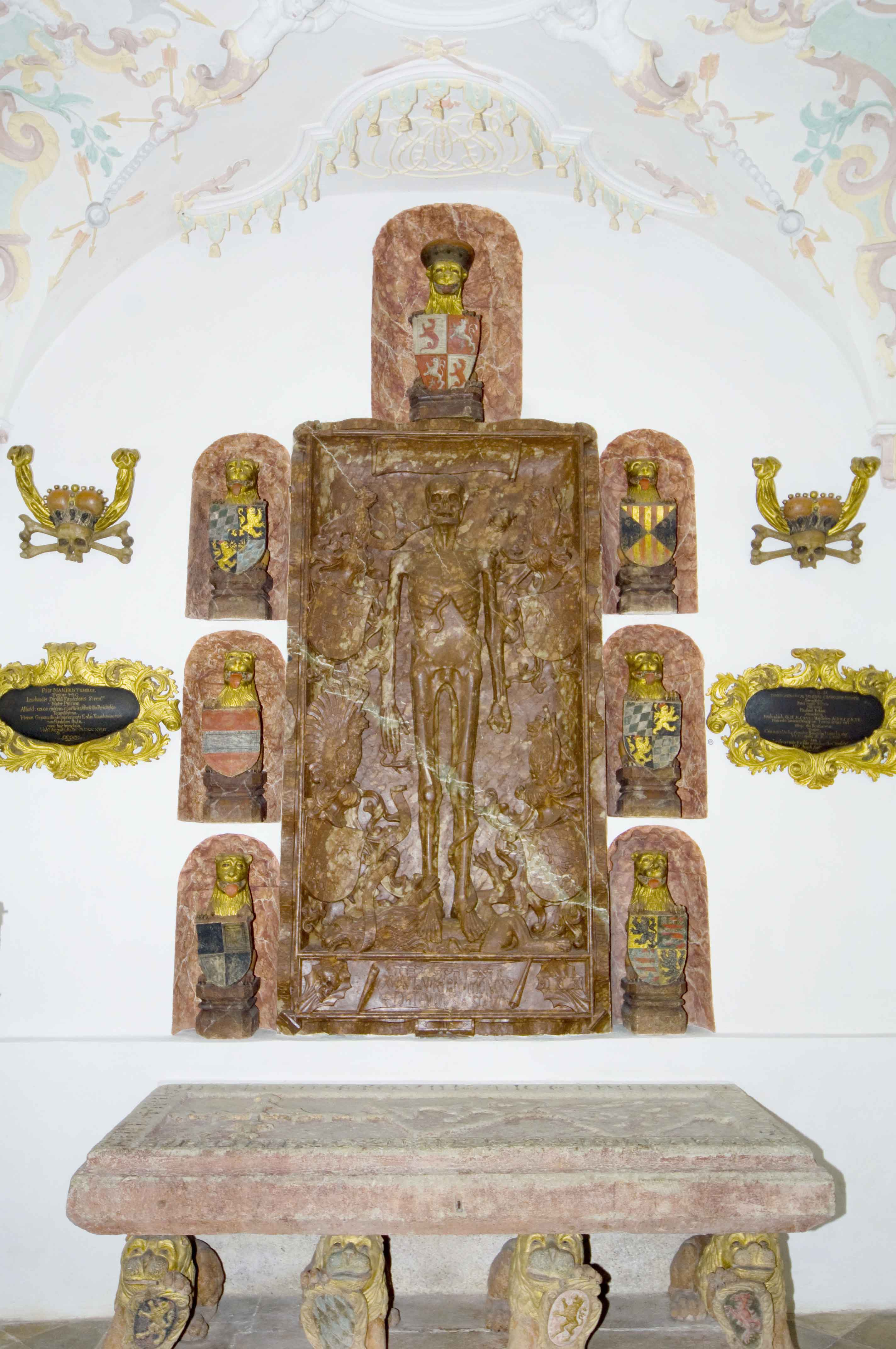
Tombe d'Otto Ier, devant la pierre tombale de son fils Johann, à Reichenbach.

Otto est né à Mosbach en 1390. Il est le plus jeune fils du comte Robert Ier de Bavière, connu également sous le nom de Ruprecht III de Palatinat, élu empereur du Saint-Empire mais non sacré, et donc demeuré Roi des Romains. À la mort de ce dernier en 1410, ses possessions sont divisées entre ses quatre héritiers ; Otto hérite du territoire autour de Mosbach et d'Eberbach. Il choisit Mosbach pour capitale. Il commence à y édifier une résidence comtale, et lance le chantier de construction de la nef de la Collégiale Sainte-Julienne. Il assume la régence de l'ensemble du Palatinat du Rhin et le tutorat de son neveu Louis IV après le décès de son frère, l'électeur palatin Louis III, revenu très malade d'un pèlerinage à Jérusalem et décédé peu après. Cette régence dure de 1436 à 1445.
En 1448 il hérite de la moitié du territoire de la branche de Palatinat-Neumarkt qui s'est éteinte et il en rachète l'autre moitié à son frère Étienne de Bavière, comte palatin de Simmern-Deux-Ponts. Il établit alors la résidence comtale à Neumarkt in der Oberpfalz. Otto meurt à Reichenbach am Regen en 1461 et est enterré dans l'abbaye bénédictine de Reichenbach.

## Mariage et descendance
En janvier 1430, Otto épouse Johanna von Beieren-Landshut (ou Jeanne de Bavière, 1413-1444), fille du duc Henri XVI de Bavière. Celle-ci lui apporte une nombreuse descendance :
1. Marguerite de Palatinat-Mosbach (1432–1457), qui épouse le comte Richard III de Hanau (Reinhard III. von Hanau)
2. Amélie de Palatinat-Mosbach (1433–1483), qui épouse le comte Philippe l'aîné de Rieneck-Grünsfeld, Lauda et Wildenstein
3. Otto II de Palatinat-Mosbach (1435–1499), surnommé Mathematicus, qui succèdera à son père à la tête du comté en 1461
4. Robert Ier de Palatinat-Mosbach (Ruprecht I. von der Pfalz-Mosbach, 1437–1465), qui devient évêque de Ratisbonne
5. Dorothée de Palatinat-Mosbach (1439–1482), supérieure du monastère de Liebenau près de Worms
6. Albrecht von Pfalz-Mosbach (1440–1506), qui devient évêque de Strasbourg
7. Anne de Palatinat-Mosbach (née en 1441), prieure du monastère d'Himmelskron
8. Jean de Palatinat-Mosbach (1443–1486), abbé à Augsbourg et Ratisbonne
9. Barbara de Palatinat-Mosbach (1444–1486), qui sera religieuse au monastère de Liebenau.

## Sources
- (de) Karl-Otto Ambronn, « Otto I. », dans Neue Deutsche Biographie (NDB), vol. 19, Berlin, Duncker & Humblot, 1999, p. 691–693 (original numérisé).
- (de) Jakob Wille, « Otto I. v. Mosbach, Pfalzgraf », dans Allgemeine Deutsche Biographie (ADB), vol. 24, Leipzig, Duncker & Humblot, 1887, p. 712-713